# 何富榮
何富榮（英語：Frank Ho Fu-wing，1985年—），香港民主派人士，曾任香港油尖旺區議會佐敦北選區議員。

## 從政
何富榮在2018年初參加港大法律系副教授戴耀廷發起的「風雲計劃」，2019年6月辭去金融分析師職務展開地區工作。2019年區議會選舉中取得1,423票，擊敗爭取連任的民建聯楊鎮華，成功當選油尖旺區議員。
2020年何富榮被前議助(議員助理)投訴拖糧、地區工作懶散。
2021年COVID疫情，佐敦部分封區禁足強制檢測，何富榮到場視察環境而被捲入爭議。

### 歷屆選舉結果
| 政党   | 政党       | 候选人    | 票数  | %     | ±      |
| ------ | ---------- | --------- | ----- | ----- | ------ |
|        | 民建聯     | 1. 楊鎮華 | 1,117 | 43.98 | -26.93 |
|        | 獨立民主派 | 2. 何富榮 | 1,423 | 56.02 | 不適用 |
| 多数票 | 多数票     | 多数票    | 306   | 12.04 | 不適用 |

## 資料來源與註釋
1. ↑  .   [2020-02-22]. （原始内容存档于2020-02-22）.
2. ↑  . 區議會選舉2019. 2019-11-25  [2019-12-30]. （原始内容存档于2020-01-14）.
3. ↑  . 立場新聞. 2020-11-04  [2021-01-26]. （原始内容存档于2021-01-31）.
4. ↑  . South China Morning Post. 2021-01-25  [2021-01-26]. （原始内容存档于2021-02-17）.
5. ↑  . 點新聞. 2021-01-26  [2021-01-26]. （原始内容存档于2021-01-30）.
6. ↑  . 立場新聞. 2021-01-26  [2021-01-26]. （原始内容存档于2021-02-03）.

## 外部連結
- . 油尖旺區議會.   [2020-11-03]. （原始内容存档于2021-01-29） （中文（香港））.
- 何富榮的Facebook專頁

| 議會席位      | 議會席位                                     | 議會席位 |
| ------------- | -------------------------------------------- | -------- |
| 前任： 楊鎮華 | 油尖旺區議會 佐敦北選區區議員 2020年1月1日－ | 現任     |